# Cyphomyia albispina
Cyphomyia albispina är en tvåvingeart som beskrevs av Günther Enderlein 1914. Cyphomyia albispina ingår i släktet Cyphomyia och familjen vapenflugor. Inga underarter finns listade i Catalogue of Life.